# Gorilla Glass
Gorilla Glass — коммерческое название химически закаленного стекла повышенного сопротивления к ударам, применяемого в дисплеях мобильных устройств.
По утверждению производителя, компании Corning, Gorilla Glass в три раза прочнее химически обработанного натриево-кальциевого стекла. Такие свойства достигаются путём химической обработки (ионного обмена), во время которой ионы натрия в материале замещаются ионами калия.

## История
| Версия   | Анонс        |
| -------- | ------------ |
| 1        | Февраль 2008 |
| 2        | Январь 2012  |
| 3        | Январь 2013  |
| 4        | Ноябрь 2014  |
| 5        | Июль 2016    |
| SR+      | Август 2016  |
| 6        | Июль 2018    |
| DX/DX+   | Июль 2018    |
| Victus   | Июль 2020    |
| Victus 2 | Ноябрь 2022  |
| Armor    | Январь 2024  |
| 7i       | Июнь 2024    |

В 1959 году компания «Corning» экспериментировала с обработкой поверхности стекла различными химическими соединениями в рамках проекта под названием «Project Muscle». В течение следующих нескольких лет было разработано сверхпрочное стекло «Chemcor». Разработка впоследствии была применена в различных коммерческих и промышленных целях, в частности, в авто- и авиаиндустрии, но так и не получила массового распространения.
В 2006 году при разработке первого iPhone компания Apple обнаружила, что ключи, лежащие в кармане вместе с прототипом, легко царапают поверхность пластикового дисплея. Чтобы устранить эту проблему, Стив Джобс из Apple связался с генеральным директором Corning Венделлом Виксом (англ. Wendell Weeks) и настоял на возрождении проекта. В результате особое алюмосиликатное стекло дебютировало в составе оригинального iPhone.
9 января 2012 года компания Corning представила следующее поколение своего продукта — Gorilla Glass 2. Впервые стекло с улучшенными характеристиками было продемонстрировано широкой общественности 10 января 2012 года на Международной выставке бытовой электроники в Лас-Вегасе.
Gorilla Glass 2 сохраняло характеристики предшественника при меньшей на 20 % толщине.
9 января 2013 года на выставке CES-2013 компания Corning представила обновлённое защитное покрытие Gorilla Glass 3 с технологией, названной «врождённым сопротивлением повреждениям». По словам представителей компании, новое стекло в три раза прочнее, чем Gorilla Glass 2.
20 ноября 2014 года было представлено новое стекло Gorilla Glass 4. По сравнению с конкурирующими алюмосиликатными стёклами, это стекло в два раза более устойчиво к повреждениям при падениях и в 80 % случаев остаётся невредимым. Толщина Gorilla Glass 4 составляет 0,4 мм.
20 июля 2016 года Corning сообщила о своей новой разработке — стекле Gorilla Glass 5, обладающем улучшенными, по сравнению со стёклами предыдущих поколений, характеристиками. Пятое поколение стекла не трескается после падения в 80 % случаев — тестовые устройства падали с привычной для человека высоты 1,6 метра на шероховатую поверхность.
18 июля 2018 года было анонсировано 6-е поколение Gorilla Glass. Главной особенностью производитель заявил устойчивость стекла к многократным падениям на твердые неровные поверхности.
23 июля 2020 года Corning анонсировала новую модель фирменного защитного стекла, не относящуюся к новому поколению, — Gorilla Glass Victus. Она способна выдержать падение с высоты до 2 метров. По сравнению с Gorilla Glass 6 новая модель в два раза устойчивее к царапинам.

## Сферы применения и распространение
Сотрудничество Corning с производителями электроники началось ещё в XX веке, но качественный прорыв произошёл в начале XXI века с наступлением эры мобильных устройств. С начала 2010-х стекло Gorilla Glass начали использовать другие ведущие производители мобильных телефонов, такие, в частности, как Nokia, HTC, Samsung, Motorola, Huawei, LG. С начала производства в 2007 году, по состоянию на середину 2016 года, покрытия из стёкол Gorilla Glass были установлены на более чем 4,5 миллиарда устройств.
В июле 2013 компания Corning анонсировала Gorilla Glass NBT, предназначенное для ноутбуков с сенсорным экраном.
Кроме того, это химически упрочнённое стекло может применяться в автомобильной промышленности, при производстве бытовой техники, в строительстве.
По информации Ford, купе GT стало первой серийной моделью, использовавшей эту технологию. Стекло Gorilla Glass практически не боится царапин и очень прочное, что даёт возможность делать его на 20—50 % тоньше, то есть обеспечивает снижение толщины с 4-6 мм до 3-4 мм. Последнее свойство позволяет делать стекла Gorilla Glass на 32 % (на 5,5 кг для Ford GT) легче. В Ford’е отметили, что «это значительное преимущество, поскольку каждый грамм сэкономленного веса позволяет сделать автомобиль как экономичнее, так и динамичнее». Гибридное стекло Gorilla Glass — многослойное. Так, его основой является закаленное стекло, на которое наносится шумопоглощающий термопластичный слой. Третий наружный слой, который накладывается на «мастику», также сделан из закаленного стекла. Последнее обстоятельство послужило причиной того, что Gorilla Glass использована не только в качестве лобового стекла, но и в качестве прозрачной перегородки, отделяющей подкапотное пространство от салона. Новое стекло Ford GT уже прошло испытания в сложных дорожных условиях с обилием вылетающих из-под колес камней, в краш-тестах и в аэродинамической трубе.